# Liste der indischen Botschafter in der Sowjetunion und Russland

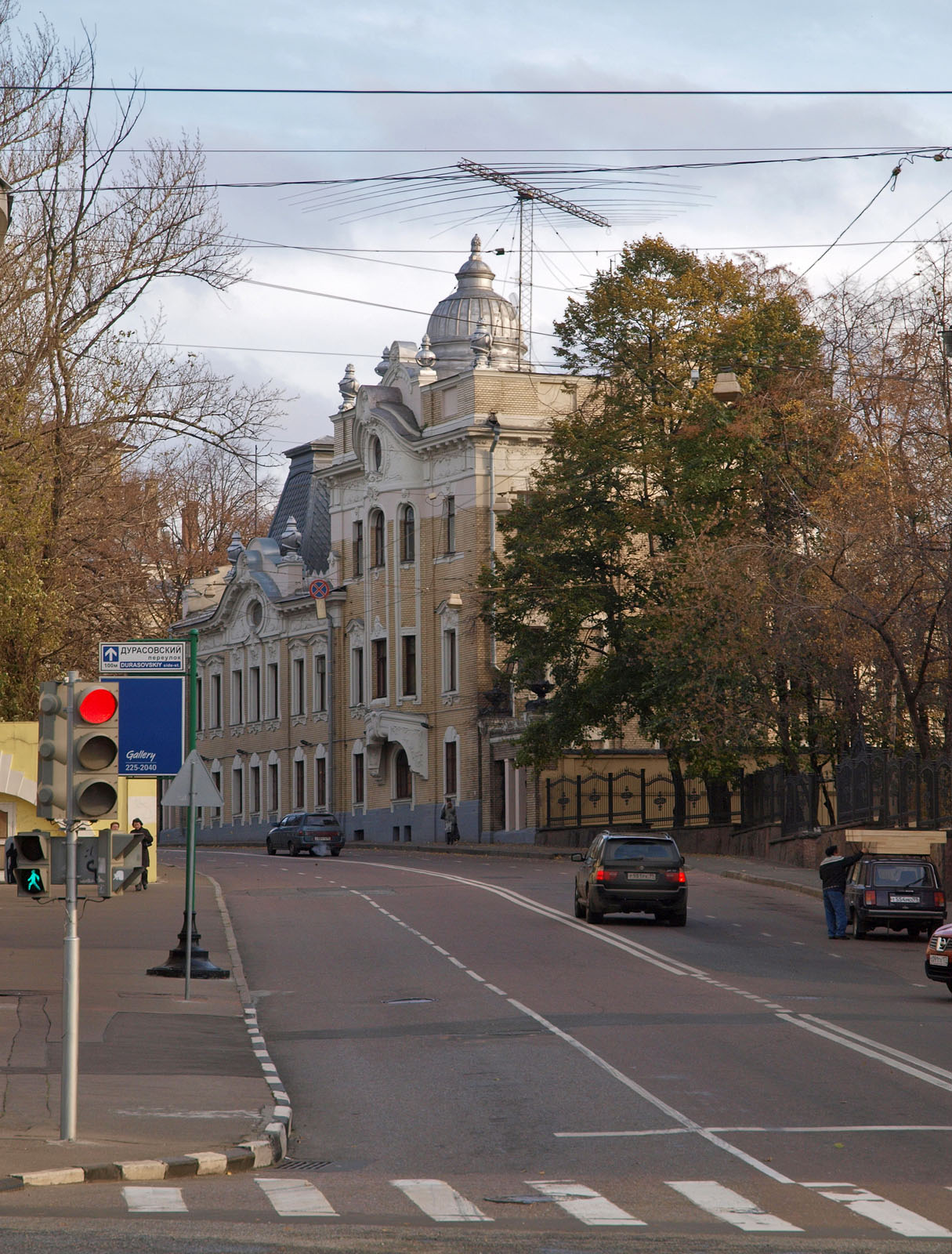
Die Botschaft befindet sich in der Воронцово поле, 6 (6 Vorontsovo Feld) im Taganski-District.

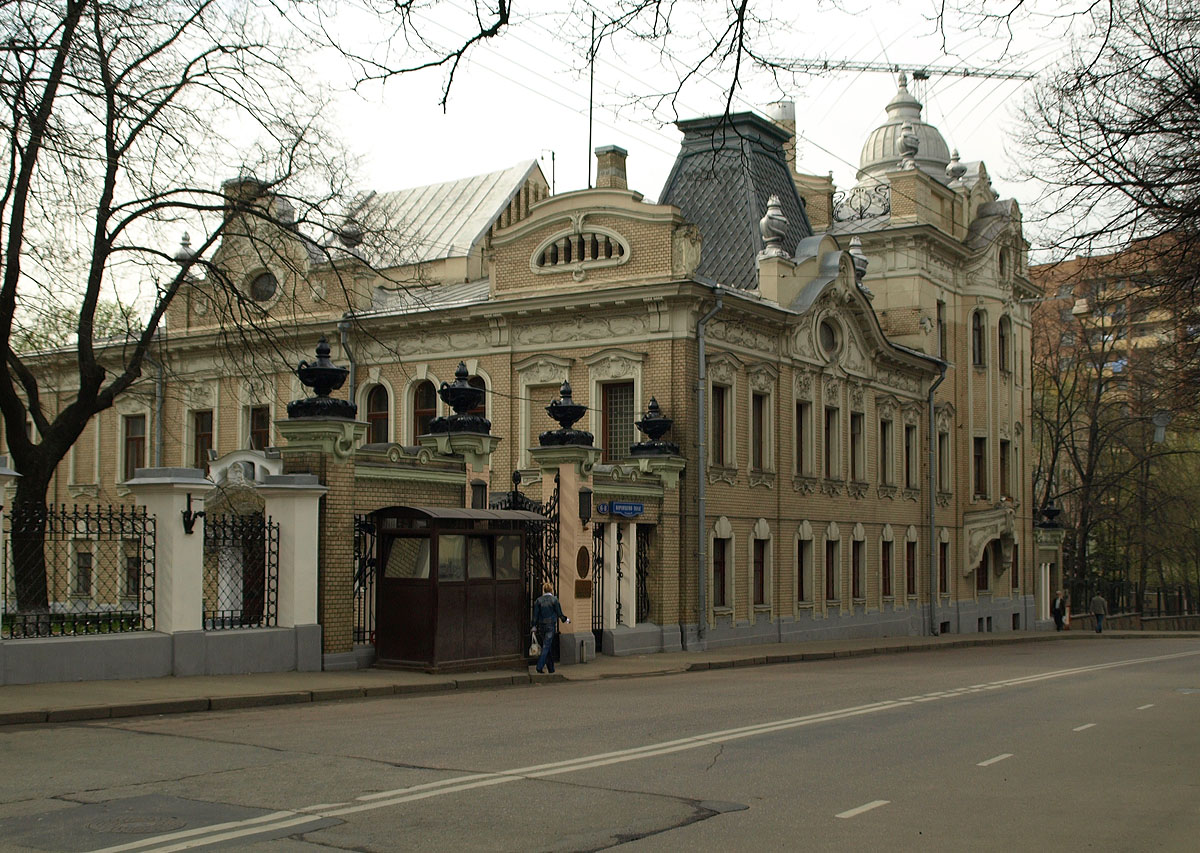
Gebäude 1911 nach Plänen von Иван Тимофеевич Барютин (Ivan Baryutin) errichtet, schmiedeeiserne Einfriedung von Sergey Voskresensky.

Liste der indischen Botschafter in der Sowjetunion und Russland.

## Botschafter
| Ernannt / Akkreditiert | Leiter der Auslandsvertretung  | Bemerkungen | ernannt von             | akkreditiert bei                   | Posten verlassen |
| ---------------------- | ------------------------------ | --- | ----------------------- | ---------------------------------- | ---------------- |
| 1947                   | Vijaya Lakshmi Pandit          | wurde von Josef Stalin nicht empfangen. | Jawaharlal Nehru        | Josef Stalin                       | 1949             |
| 1949                   | S. Radhakrishnan               | | Jawaharlal Nehru        | Josef Stalin                       | 1952             |
| 1952                   | K. P. S. Menon                 | | Jawaharlal Nehru        | Josef Stalin                       | 1961             |
| 1961                   | Subimal Dutt                   | | Jawaharlal Nehru        | Nikita Sergejewitsch Chruschtschow | 1962             |
| 1962                   | Triloki Nath Kaul              | | Jawaharlal Nehru        | Nikita Sergejewitsch Chruschtschow | 1966             |
| 1966                   | Kewal Singh                    | | Indira Gandhi           | Leonid Iljitsch Breschnew          | 1968             |
| 1969                   | Durga Prasad Dhar              | | Indira Gandhi           | Leonid Iljitsch Breschnew          | 1971             |
| 1971                   | Krishnarao Shivarao Shelvankar | (* 3. März 1906 in Madras; † 19. November 1996 in London) von 1942 bis 1968 Korrespondent von the Hindu in London von 1968 - 1971 Generalkonsul in Hanoi, 1975–1978 Botschafter in Oslo | Indira Gandhi           | Leonid Iljitsch Breschnew          | 1975             |
| 1975                   | Durga Prasad Dhar              | | Indira Gandhi           | Leonid Iljitsch Breschnew          | 1975             |
| 1976                   | Inder Kumar Gujral             | | Indira Gandhi           | Leonid Iljitsch Breschnew          | 1980             |
| 1980                   | Vishnu Kalyandas Ahuja         | (* 5. September 1923 in Shikarpur (Pak)) Sohn von Kalyandas N. | Indira Gandhi           | Leonid Iljitsch Breschnew          | 1983             |
| 1983                   | Saiyid Nurul Hasan             | | Indira Gandhi           | Juri Wladimirowitsch Andropow      | 1986             |
| 1986                   | Triloki Nath Kaul              | | Rajiv Gandhi            | Andrei Andrejewitsch Gromyko       | 1989             |
| 1989                   | Alfred Silvester Gonsalves     | | Vishwanath Pratap Singh | Michail Sergejewitsch Gorbatschow  | 1992             |
| 1992                   | Ronen Sen                      | | P. V. Narasimha Rao     | Boris Nikolajewitsch Jelzin        | 1998             |
| 1998                   | Satinder Kumar Lambah          | | Atal Bihari Vajpayee    | Boris Nikolajewitsch Jelzin        | 2001             |
| 2001                   | Shri Krishnan Raghunath        | | Atal Bihari Vajpayee    | Wladimir Wladimirowitsch Putin     | 2004             |
| 2004                   | Kanwal Sibal                   | | Manmohan Singh          | Wladimir Wladimirowitsch Putin     | 2007             |
| 2007                   | Prabhat Prakash Shukla         | | Manmohan Singh          | Wladimir Wladimirowitsch Putin     | 2011             |
| 2011                   | Ajai Malhotra                  | | Manmohan Singh          | Dmitri Anatoljewitsch Medwedew     |                  |